# NS-Zwangsarbeit im Bereich Oberndorf am Neckar
Oberndorf am Neckar beherbergte mit den Mauserwerken einen im Zweiten Weltkrieg sehr wichtigen Rüstungsbetrieb mit bis zu 11.000 Beschäftigten. Der Anteil der Zwangsarbeiter unter ihnen lag gegen Ende des Zweiten Weltkriegs bei über 50 Prozent. Insgesamt gab es im Raum Oberndorf rund 7.000 Zwangsarbeiter aus 19 Nationen, etwa 700 Kriegsgefangene und rund 4.400 Menschen in so genannten Zwangsarbeiterlagern, die allerdings unterschiedlicher Jurisdiktion und Verwaltung unterstanden.
Im Lautenbachtal unterhielt die Gestapo ein „Arbeitserziehungslager“, in dem die Häftlinge für die Mauserwerke, für die Maschinenfabrik in Aistaig, für eine Buntweberei in Sulz und für weitere Betriebe arbeiten mussten.
Am Holocaust-Gedenktag 2007 wurde ein Mahnmal eingeweiht, das an die 7.000 Zwangsarbeiter erinnert, die während der NS-Zeit in der Waffenfabrik der Firma Mauser arbeiteten. Die Reaktionen auf das Mahnmal fielen unterschiedlich aus.

## Gewinner und Opfer
Ein Teil der Lokalgeschichte des württembergischen Oberndorf und der dortigen Firma Mauser ist die Zwangsarbeit in der Zeit des Nationalsozialismus. Diese ist vor dem Hintergrund des „Ausländer-Einsatzes“ in der Kriegswirtschaft der NS-Zeit zu sehen. Deren ungeheures Ausmaß liegt an der Bedeutung der Waffenproduktion vor Ort. Das Thema wird erst seit den 1980er Jahren zunehmend auch in den Kommunen erforscht und vor allem im Zusammenhang mit der Entschädigung noch lebender ehemaliger Zwangsarbeiter in den Jahren 1999 und 2000 öffentlich in Deutschland diskutiert.
Ein wichtiger Punkt im Hinblick auf die Situation der Fremdarbeiter waren die unterschiedlichen Interessen der Wirtschaft und der NS-Ideologie. Waren die Pragmatiker der Industrie daran interessiert, die Arbeitskraft der Fremdarbeiter zu erhalten, sahen viele Ideologen speziell in Arbeitern aus den Gebieten der Sowjetunion und Polen vor allem die „Untermenschen“.
Den ideologisch orientierten Entscheidungsträgern waren zum Beispiel sowjetische Fremdarbeiter ein Dorn im Auge, denn es waren nicht nur „Slawen“, sondern auch Bolschewiken. So wurden Behandlungsgrundsätze erarbeitet, die eine Abstufung nach Herkunftsländern beinhalteten. In Industriebetrieben der Ballungsräume waren die Lebensumstände der Fremdarbeiter wesentlich schlechter als in ländlich geprägter Umgebung. Oberndorf hatte hier eine Sonderstellung durch die kaum zu überschätzende Bedeutung der Mauserwerke. Die historische Aufarbeitung dieser Zeit steht erst am Anfang.

## Zuständige Behörden
Nach Kriegsbeginn 1939 begann der vom NS-Regime geplante „Ausländer-Einsatz“ in der Kriegswirtschaft. Zuerst wurden polnische Kriegsgefangene und Zivilisten zum Arbeitseinsatz ins Reich verschleppt. Das Reichsministerium des Innern unter Heinrich Himmler übernahm ihre Verteilung.
Für die Durchsetzung staatlicher Anweisungen sorgten der Landrat, die Gestapo, die Polizeidienststellen. Für den Landkreis fühlte sich vor allem der NSDAP-Kreisleiter zuständig. Er gab Anordnungen des Regimes an die Ortsgruppenleiter der Partei weiter. Der Landrat wies die Bürgermeister der Einzelgemeinden zur Durchführung unterschiedlicher staatlicher Bestimmungen an.

### Zwangsarbeiterlager
Die in Oberndorf vorhanden gewesenen Zwangsarbeiterlager sind heute nicht mehr alle lokalisiert. Wer hat wann warum welche Lager einrichten lassen, ist die Frage an die Lokalgeschichte. Bekannt ist, dass ursprünglich 'rassenmäßig gleichartige' Fremdarbeiter, wie z. B. viele Niederländer, eine Unterkunft fanden im Neckarheim, einem großen Gebäude auf dem Werksgelände der Mauserfabrik, das auch als Kantine und Verwaltungsbüro diente. Ab 1943 wurden sie in verschiedene Lager und Heime untergebracht als Werkschutz und deutsche Arbeiter in das Neckarheim einzogen. Es wurden für 'Westarbeiter' Barackenlager eingerichtet wie das Lager „Buche“, nahe am Werkgelände. Es gab auch ein Lager „Eiche“, etwa 1,2 km von den Mauser-Werken entfernt, ein Barackenkomplex der eigentlich aus drei verschiedenen Lagern bestand. Von denen war Lager III nur für Arbeiterinnen bestimmt. Für polnische und sowjetische Arbeiter und Kriegsgefangene waren die Lager „Birke“ und „Linde“ bestimmt. Diese standen unter dauerhafter Aufsicht des Werkschutzes und waren ausdrücklich getrennt von den anderen Wohnlagern. Dass im Laufe der Jahre rund 12.000 Fremdarbeiter in Oberndorf tätig gewesen sind, lässt sich durch verschiedene Listen belegen.

### Arbeitserziehungslager im Lautenbachtal
Das Arbeitserziehungslager (AEL) im Lautenbachtal bei Oberndorf wurde 1941 eingerichtet und unterstand der Staatspolizeileitstelle Stuttgart. Der Zweck der offiziell auf maximal 56 Tage beschränkten AEL-Haft bestand in der Disziplinierung der deutschen und ausländischen Arbeiterschaft durch brutale Schikanen und Misshandlungen sowie schwerste körperliche Arbeit. In nicht wenigen AEL unterschieden
sich die Haftbedingungen nur unwesentlich von denen in den KZ. Die Häftlingszahl im Lautenbachtal stieg von 180 auf schließlich etwa 400. Insgesamt durchliefen 4.500 bis 5.000 Häftlinge das Lager.

## Kriegsgefangene
Neben Zivilarbeitern wurden auch Kriegsgefangene aus Lagern in Frontnähe über Durchgangslager in Mannschaftsstammlager (Stalags) nach Deutschland verlegt, um dort als Zwangsarbeiter eingesetzt zu werden. Das Deutsche Reich entzog ihnen den Schutz des Völkerrechts, indem es z. B. erklärte, die Staaten Polen oder Jugoslawien haben aufgehört zu existieren (siehe Verbrechen der Wehrmacht). Für die Bewachung war die Wehrmacht zuständig, deren Kommandanturen die Gefangenen Arbeitskommandos zuteilten. Eigentlich standen sie unter dem Schutz der Genfer Konventionen, die eine Beschäftigung in der Kriegsproduktion ausschließen.

## Untersuchungen nach 1945
Über die Untersuchung der Tätigkeiten der örtlich Verantwortlichen durch alliierte oder deutsche Gerichte ist nichts bekannt geworden. Die offizielle Geschichte der Stadt blendet die Epoche aus.
Vor Ort gibt es seit langem (ca. 1955) eine private Initiative eines ehemaligen SS-Angehörigen, die an die Zwangsarbeiter in der Nachbarschaft erinnert.
Mit einem Mahnmal, das am 27. Januar 2007, dem Holocaust-Gedenktag, eingeweiht wurde, erinnert die Stadt an Zwangsarbeiter in der NS-Zeit. Der Rottweiler Bildhauer Jürgen Knubben hat dazu ein fast mannshohes „Buch der Erinnerungen“ mit Stahlseiten geschaffen, auf dem die 308 Zwangsarbeiter namentlich genannt werden, die in Oberndorf gestorben sind.